# Angelo Debarre
Angelo Debarre (Saint-Denis, 1962. augusztus 19. –), francia romani cigány dzsesszgitáros.

## Pályafutása
Nyolc éves korában kezdett gitározni. Abban cigány közösségben élt, ahol az élő hagyomány mind szóban, mind családi összejöveteleken a zene mindig előkelő helyet foglal el.
A Django Reinhardt által elindított cigány dzsesszzenei hagyomány ennek a kultúrának a lelke, és Angelo Debarre is ebbe illeszkedett be. 1984-ben megalapította első együttesét, a The Angelo Debarre Quintetet, majd a következő évben cigányzenészekkel kezdett turnézni a világban. 
Ugyanakkor Debarre könnyedén elsajátította Kelet-Európa cigányzenéjét is. 1985 és 1987 között rendszeresen játszott a La Roue Fleurie-ban, a cigányok kedvenc találkozási helyén. Ebben az időszakban a La Roue Fleurie másik állandó szereplője Jon Larsen volt, akit lenyűgözött az ott hallott zene, és elkészíttették a Gypsy Guitars-t.

## Albumok
- 1989: Gypsy Guitars with Frank Anastasio, Serge Camps
- 1989: Caprice
- 1989: Romano Baschepen
- 2001: Gipsy Swing of Paris with Florin Niculescu
- 2002: Swing Rencontre with Ludovic Beier
- 2003: Come into My Swing with Ludovic Beier
- 2004: Impromptu
- 2004: Memoires with Tchavolo Schmitt
- 2005: Live at Djangofest Northwest with Tim Kliphuis
- 2005: Entre Amis with Ludovic Beier
- 2006: Entre Ciel et Terre with Ludovic Beier
- 2007: Live at Le Quecumbar London
- 2007: Paroles De Swing with Ludovic Beier
- 2008: Trio Tout a Cordes
- 2009: Gipsy Unity
- 2011: Live in Paris
- 2013: Complicité with Marius Apostol

## Filmek
- Angelo Debarre az IMDb-n